# 彼爾姆地區博物館
彼爾姆地區博物館（俄语：Пермский краеведческий музей），是俄羅斯彼爾姆邊疆區彼爾姆的一座博物館，建於1890年，是彼爾姆年代最久、規模最大的博物館，為當地旅遊景點之一，設有許多永久和暫時的展廳。

## 沿革
1870年，烏拉爾自然科學愛好者學會在葉卡捷琳堡成立，該學會以推廣烏拉山脈與周圍地區自然科學的研究為宗旨，隨著學會成員增多，其涵蓋的研究領域也逐漸增加，並開始在俄羅斯其他城市設立分會。1890年11月，彼爾姆的分會首次召開會議，展開當地博物館（即彼爾姆博物館）的設置工作，被認為是博物館創建之始，1894年1月25日博物館的第一棟大樓開始對公眾開放。1897年博物館第一次搬遷，改名為彼爾姆科學與工業博物館，館中有科學家舉辦講座，供訪客免費參加。根據博物館紀錄，此博物館是1916年彼爾姆國立大學成立以前，彼爾姆唯一的高等教育機構。
蘇聯建立後，博物館繼續運營，不過政府資助博物館的經費大為減少，使其一度只有辦法維持大樓的基本維修與暖氣。1920年、1931年與1941年博物館均曾搬遷，過程中大多數的藏品都得以保存。1957年，博物館改名為彼爾姆地方故事博物館。
蘇聯後期博物館仍持續擴建，並合併了當地一些較小的博物館。蘇聯解體後，2000年彼爾姆地方故事博物館與俄羅斯國家歷史博物館合作，在莫斯科舉辦了以彼爾姆為主題的展覽。2007年博物館改為現名，同年11月博物館的主要展廳遷入梅什科夫宮的現址。

## 展品
彼爾姆地區博物館的展品經數十年累積，包括許多考古、文化展品，以及化石與動物骨架標本。除了主要展廳外，博物館在彼爾姆與周圍地區還有九個分館。